# 92. Infanterie-Division (Deutsches Kaiserreich)
Die 92. Infanterie-Division war ein Großverband der Preußischen Armee im Ersten Weltkrieg.

## Geschichte
Die Division wurde am 1. Oktober 1916 etatisiert und entstand aus der nach ihrem Führer benannten Division „Rusche“. Sie kam den Ersten Weltkrieg über ausschließlich an der Ostfront zum Einsatz, verblieb hier nach dem Waffenstillstand und beteiligte sich an der Unterstützung der Ukraine. Nach Kriegsende wurde der Großverband erst bis März 1919 aus der Ukraine in die Heimat zurückgeführt, dort demobilisiert und schließlich aufgelöst.

### Gefechtskalender

#### 1916
- 19. September bis 4. November – Schlacht bei Kowel
- ab 5. November – Stellungskämpfe am oberen Styr-Stochod

#### 1917
- bis 14. Juli – Stellungskämpfe am oberen Styr-Stochod
- 15. bis 18. Juli – Stellungskämpfe östlich Zloczow
- 19. bis 21. Juli – Durchbruchsschlacht in Ostgalizien
- 22. Juli bis 7. Dezember – Stellungskämpfe am Sereth
- 7. bis 17. Dezember – Waffenruhe
- ab 17. Dezember – Waffenstillstand

#### 1918
- bis 18. Februar – Waffenstillstand
- 18. Februar bis 21. Juni – Kämpfe zur Unterstützung der Ukraine
- 22. Juni bis 15. November – Besetzung der Ukraine
- ab 16. November – Räumung der Ukraine

#### 1919
- bis 16. März – Räumung der Ukraine

## Gliederung

### Kriegsgliederung vom 19. Februar 1917
- 28. Landwehr-Infanterie-Brigade
  - Infanterie-Regiment Nr. 419
  - Infanterie-Regiment Nr. 432
  - Landwehr-Infanterie-Regiment Nr. 39
  - 4. Eskadron/Leib-Garde-Husaren-Regiment
  - 1. Pommersches Feldartillerie-Regiment Nr. 2
- Stab/Pionier-Bataillon Nr. 92
  - Pionier-Kompanie Nr. 346
  - Scheinwerferzug Nr. 328
  - Minenwerfer-Kompanie Nr. 92
  - Fernsprech-Abteilung Nr. 92

### Kriegsgliederung vom 8. Mai 1918
- 28. Landwehr-Infanterie-Brigade
  - Landwehr-Infanterie-Regiment Nr. 32
  - Landwehr-Infanterie-Regiment Nr. 39
  - Infanterie-Regiment Nr. 404
  - 4. Eskadron/Leib-Garde-Husaren-Regiment
  - Landwehr-Feldartillerie-Regiment Nr. 253
  - 2. Landwehr-Pionier-Kompanie/I. Armee-Korps
  - 1. Landwehr-Pionier-Kompanie/XVII. Armee-Korps
  - Minenwerfer-Kompanie Nr. 92

## Kommandeure
| Dienstgrad      | Name                                 | Datum                            |
| --------------- | ------------------------------------ | -------------------------------- |
| Generalmajor    | Rudolf Rusche                        | 19. September bis 21. April 1917 |
| Generalleutnant | Heinrich von Vietinghoff gen. Scheel | 22. April bis 13. Mai 1917       |
| Generalleutnant | Theodor Melior                       | 14. Mai 1917 bis März 1919       |